# Franz von Ottenthal
Franz Seraph Joseph Anton von Ottenthal (* 23. Mai 1818 in Sand in Taufers; † 29. Januar 1899 ebenda) war ein österreichischer Arzt und Tiroler Landtagsabgeordneter.

## Leben
Von Ottenthals Eltern waren der Steuereinnehmer Johann Paul von Ottenthal und dessen Ehefrau Maria Anna, geb. Gräfin Hendl. Nach dem Besuch des Gymnasiums Brixen studierte Ottenthal von 1837 bis 1844 Medizin an der Universität Wien. Anschließend war er bis 1846 Gemeinde- und Gerichtsarzt in Windisch-Matrei und kehrte dann als selbstständiger Arzt nach Sand in Taufers zurück. 1852 heiratete er Katharina von Preu zu Lusenegg und Koburg, aus der Ehe gingen zehn Kinder hervor, von denen sieben das Erwachsenenalter erreichten, darunter der Historiker Emil von Ottenthal. 
Von Ottenthal hinterließ insgesamt 244 Hefte mit über 87.000 Krankengeschichten – die sogenannten Historiae Morborum, die von 2002 bis 2007 in einem Forschungsprojekt ausgewertet wurden.
Von 1861 bis 1883 war Franz von Ottenthal Abgeordneter im Tiroler Landtag, zunächst als Vertreter der Landgemeinden Taufers, Enneberg, Buchenstein, Ampezzo und Welsberg und ab 1867 als adeliger Grundbesitzer. 
Zum 1. Februar 1899 beantragte von Ottenthal die Beendigung seiner privatärztlichen Tätigkeit, er starb jedoch schon drei Tage vor diesem Zeitpunkt.